# Kerprich-aux-Bois
Kerprich-aux-Bois är en kommun i departementet Moselle i regionen Grand Est (tidigare regionen Lorraine) i nordöstra Frankrike. Kommunen ligger i kantonen Sarrebourg som tillhör arrondissementet Sarrebourg. År 2022 hade Kerprich-aux-Bois 192 invånare.

## Befolkningsutveckling
Antalet invånare i kommunen Kerprich-aux-Bois
| Referens: INSEE |